# Wanted! The Outlaws
Pour les articles homonymes, voir Wanted.
Wanted! The Outlaws est un album de Waylon Jennings, Willie Nelson, Jessi Colter et Tompall Glaser sorti chez RCA Victor le 12 janvier 1976 et composé de matériel déjà publié auparavant. Sorti pour capitaliser sur le mouvement outlaw country, Wanted! The Outlaws est entré dans l'histoire de la musique en devenant le premier album de country à se vendre à un million d'exemplaires.

## Classement
L'album atteignit rapidement la première place des classements country et la 10e place des classements pop avec deux singles Suspicious Minds and Good Hearted Woman (en) avec Waylon Jennings. Ils atteignirent respectivement la première et la deuxième place. En 1984, Wanted! The Outlaws a fait partie des premiers albums à être publiés en CD par RCA Records.

## Rééditions
En 1988, une version abrégée est parue en CD, sans les chansons Suspicious Minds de Waylon Jennings et Willie Nelson, Put Another Log on the Fire de Tompall Glaser et Honky Tonk Heroes de Waylon Jennings.
Le 15 février 1996, RCA Records republia Wanted! The Outlaws avec non seulement les onze pistes d'origine, mais encore dix titres bonus, dont un seul inédit : Nowhere Road (en) de Steve Earle.

## Pistes

### Vinyle original
| A1.   | My Heroes Have Always Been Cowboys (en)                       | Sharon Rice (en)               | Waylon Jennings                | 2:48 |
| A2.   | Honky Tonk Heroes                                             | Billy Joe Shaver               | Waylon Jennings                | 3:27 |
| A3.   | I'm Looking for Blue Eyes                                     | Jessi Colter                   | Jessi Colter                   | 2:15 |
| A4.   | You Mean to Say                                               | Jessi Colter                   | Jessi Colter                   | 2:28 |
| A5.   | Suspicious Minds                                              | Mark James                     | Waylon Jennings, Jessi Colter  | 3:55 |
| B1.   | Good Hearted Woman (en) (live)                                | Waylon Jennings, Willie Nelson | Waylon Jennings, Willie Nelson | 2:56 |
| B2.   | Heaven or Hell                                                | Willie Nelson                  | Waylon Jennings, Willie Nelson | 1:37 |
| B3.   | Me and Paul                                                   | Willie Nelson                  | Willie Nelson                  | 3:45 |
| B4.   | Yesterday's Wine (en)                                         | Willie Nelson                  | Willie Nelson                  | 2:58 |
| B5.   | T for Texas                                                   | Jimmie Rodgers                 | Tompall Glaser                 | 4:12 |
| B6.   | Put Another Log on the Fire (Male Chauvinist National Anthem) | Shel Silverstein               | Tompall Glaser                 | 2:16 |
| 32:37 |                                                               |                                |                                |      |

### Réédition de 1996
| 20th anniversary reissue | 20th anniversary reissue                                        | 20th anniversary reissue       | 20th anniversary reissue       | 20th anniversary reissue | 20th anniversary reissue | 20th anniversary reissue | 20th anniversary reissue | 20th anniversary reissue | 20th anniversary reissue |
| No                       | Titre                                                           | Auteur                         | interprète                     | Durée                    |                          |                          |                          |                          |                          |
| ------------------------ | --------------------------------------------------------------- | ------------------------------ | ------------------------------ | ------------------------ | ------------------------ | ------------------------ | ------------------------ | ------------------------ | ------------------------ |
| 1.                       | My Heroes Have Always Been Cowboys (en)                         | Sharon Rice (en)               | Waylon Jennings                | 2:48                     |                          |                          |                          |                          |                          |
| 2.                       | Honky Tonk Heroes                                               | Billy Joe Shaver               | Waylon Jennings                | 3:27                     |                          |                          |                          |                          |                          |
| 3.                       | I'm Looking for Blue Eyes                                       | Jessi Colter                   | Jessi Colter                   | 2:15                     |                          |                          |                          |                          |                          |
| 4.                       | You Mean to Say                                                 | Jessi Colter                   | Jessi Colter                   | 2:28                     |                          |                          |                          |                          |                          |
| 5.                       | Suspicious Minds                                                | Mark James                     | Waylon Jennings, Jessi Colter  | 3:55                     |                          |                          |                          |                          |                          |
| 6.                       | Good Hearted Woman (en) (live)                                  | Waylon Jennings, Willie Nelson | Waylon Jennings, Willie Nelson | 2:56                     |                          |                          |                          |                          |                          |
| 7.                       | Heaven or Hell                                                  | Willie Nelson                  | Waylon Jennings, Willie Nelson | 1:37                     |                          |                          |                          |                          |                          |
| 8.                       | Me and Paul                                                     | Willie Nelson                  | Willie Nelson                  | 3:45                     |                          |                          |                          |                          |                          |
| 9.                       | Yesterday's Wine (en)                                           | Willie Nelson                  | Willie Nelson                  | 2:58                     |                          |                          |                          |                          |                          |
| 10.                      | T for Texas                                                     | Jimmie Rodgers                 | Tompall Glaser                 | 4:12                     |                          |                          |                          |                          |                          |
| 11.                      | Put Another Log on the Fire (Male Chauvinist National Anthem)   | Shel Silverstein               | Tompall Glaser                 | 2:16                     |                          |                          |                          |                          |                          |
| 12.                      | Slow Movin' Outlaw                                              | Dee Moeller                    | Waylon Jennings                | 3:39                     |                          |                          |                          |                          |                          |
| 13.                      | I'm a Ramblin' Man (en)                                         | Ray Pennington (en)            | Waylon Jennings                | 2:44                     |                          |                          |                          |                          |                          |
| 14.                      | If She's Where You Like Livin' (You Won't Feel At Home With Me) | Jessi Colter                   | Jessi Colter                   | 2:51                     |                          |                          |                          |                          |                          |
| 15.                      | It's Not Easy                                                   | Frankie Miller (en)            | Jessi Colter                   | 3:10                     |                          |                          |                          |                          |                          |
| 16.                      | Why You Been Gone So Long                                       | Mickey Newbury                 | Jessi Colter                   | 3:04                     |                          |                          |                          |                          |                          |
| 17.                      | Under Your Spell Again (en)                                     | Buck Owens, Dusty Rhodes       | Waylon Jennings, Jessi Colter  | 2:55                     |                          |                          |                          |                          |                          |
| 18.                      | I Ain't the One                                                 | Jessi Colter                   | Waylon Jennings, Jessi Colter  | 2:09                     |                          |                          |                          |                          |                          |
| 19.                      | You Left a Long, Long Time Ago                                  | Willie Nelson                  | Willie Nelson                  | 2:37                     |                          |                          |                          |                          |                          |
| 20.                      | Healing Hands of Time                                           | Willie Nelson                  | Willie Nelson                  | 2:21                     |                          |                          |                          |                          |                          |
| 21.                      | Nowhere Road (en) (inédit)                                      | Steve Earle, Reno Kling        | Waylon Jennings, Willie Nelson | 2:42                     |                          |                          |                          |                          |                          |
| 60:49                    |                                                                 |                                |                                |                          |                          |                          |                          |                          |                          |